# Barbus bifrenatus
The Hyphen Barb (Barbus bifrenatus) là một loài cá vây tia trong họ Cyprinidae.
Nó được tìm thấy ở Angola, Botswana, Cộng hòa Congo, Malawi, Mozambique, Namibia, Nam Phi, Zambia, and Zimbabwe.
Môi trường sống tự nhiên của nó là các con sông. It is not considered a threatened species by the IUCN.